# 江戸川乱歩の美女シリーズ
『江戸川乱歩の美女シリーズ』（えどがわらんぽのびじょシリーズ）は、1977年から1994年までテレビ朝日系「土曜ワイド劇場」で17年間放送されたテレビドラマシリーズ。

## 概要
本作は、大人の視聴者をターゲットに据え、江戸川乱歩の作品を現代風にアレンジしたテレビドラマのシリーズである。
名探偵・明智小五郎を主役としているが、原作となる作品の中には、「魅せられた美女」（原作：『十字路』）のように、明智シリーズとは無関係のものを基にしている場合もある。
トップ女優の官能的な演技とヌード、中盤でのカーチェイス、物語終盤に死亡したと思われていた名探偵・明智小五郎が、別人物に成りすまして登場し、犯人の前で変装を解く場面、悲劇的なラストシーンが恒例となっている。
天知茂が明智に扮して1977年から死去する1985年まで25作品が制作され、その後、北大路欣也が2代目明智に扮し1986年から1990年まで6作品、西郷輝彦が3代目明智に扮し1992年と1994年に2作品を制作、作品数は全33作を数える。天知主演25作品と北大路主演の6作品はフィルム撮影のテロップ打ち込み式（第6作はフィルム撮影のVTR編集）だが、西郷主演の2作品のうち、1作目がVTR撮影である。
なお本シリーズ以前に、天知茂は1968年の舞台『黒蜥蜴』（黒蜥蜴役・丸山明宏）で、北大路欣也は1984年の舞台『黒蜥蜴』（黒蜥蜴役・坂東玉三郎）で、それぞれ明智小五郎を演じている。
天知茂主演の25作品が「江戸川乱歩シリーズ」としてDVD化されている。また、2009年1月7日には北大路欣也主演、西郷輝彦主演の8作品をまとめたDVDボックスが発売された。
2015年6月24日、江戸川乱歩没後50年・天知茂没後30年企画として「江戸川乱歩の美女シリーズ」のうち天知茂主演の全25作品を収録したBlu-ray BOXが発売された（発売元はキングレコード）。
2024年4月7日から12月1日までBS松竹東急にて「生誕130年 特別企画」として全33作品を毎週日曜日に放送。

## 制作背景
ベテラン監督・井上梅次が大部分を手がけ、明智にカメラへ向けて語らせる、エンディングクレジットを中断してエピローグを挿入する、登場人物がBGMを指図する、ラストシーンを完全無音のままエンディングタイトルを流し始めるなど、自由奔放な演出を特徴とする。また、全作品の音楽は鏑木創が担当したが、有名なテーマ曲は第6作の「妖精の美女」より使用されている。

### スタッフィング・キャスティング
松竹による制作だが、初期脚本を担当した宮川一郎をあわせ、監督、明智役、第一作主演女優が新東宝出身者であり、同社末期のモダニズムとキッチュ感が混合した独自の雰囲気も再現されている。
うち文代役には『ムー』に出演していた天知プロ所属の五十嵐めぐみが起用された。『ムー』の続編『ムー一族』の撮影にあたり、同作の演出を手掛けた久世光彦の指示で髪を短くしたため、キャラクターの容姿も変化した。五十嵐はBlu-ray版発売記念インタビューにおいて、多忙でキャリアも精神的な余裕もなかったため、当時のことはあまり覚えておらず、番組をリアルタイムで観ていなかったと振り返った。のちに当時の映像を観た際、探偵事務所のシーンではかっちりした服を着ていたのに対し、外出シーンでは動きやすい服を選んだのではないかと五十嵐は語っている。スタジオドラマの場合は通常リハーサルがあり、共演者の演技を参考にしつつ調整できるが、本作のようなフィルムを用いたテレビ映画ではわずかなテストの直後に本番へ移行する。そのため、独特な緊張感があったが、井上の丁寧な演出によって、彼の言われるままに演じていたのではないかと五十嵐は振り返った。撮影当初の五十嵐は、事務所の代表である天知に対して気軽に話せる間柄ではなかったが、共演を重ねるうちに距離が縮まったという。とはいえ、波越警部役の荒井注を交えた3人での会話が多かったとBlu-ray版発売記念インタビューで振り返っている。
また、デビュー前の宅麻伸が端役で出演している。天知との初共演の際は手が震えたと後年のインタビューで振り返った。また、二度目の出演となった「悪魔のような美女」では、衣装部からバタフライショーツを渡されてショックだったとも語っている。

### ストーリー
本作のエピソードには、明智シリーズとは無関係な作品の映像化や、原作から何らかのアレンジが加えられたものもある。その一つである「魅せられた美女」は、原作となった『十字路』が倒叙ミステリであることから中盤まで探偵役が登場しない。そのため、その探偵役に明智を据え、かつ事件と並行して彼らが釣りを楽しむ場面が追加された。
また、美女役が犯人である回も多く、主犯格だけではなく周囲の復讐に巻き込まれるケースもある
。
後期エピソードは趣向を凝らした作品がいくつか存在し、「妖しい傷あとの美女」（原作：『陰獣』）ではBDSMや明智の恋が描かれた。

### 変装
第1作「氷柱の美女」には、シリーズのお約束である、明智が変装を解き推理していくクライマックスシーンが存在しない。
脚本では明智が犯人の前に現れて謎解きを展開するという内容だったが、それでは面白くないと感じた井上は、現場でアイデアが浮かび「犯人が鏡に向かって仮面をとると、その鏡の中に脱いだはずの吸血鬼の仮面が映る。びっくりして振り向くと、もう一人の吸血鬼がゆっくり仮面をとり、明智探偵の顔が現れる」というシーンを演出した。この趣向は井上も大いに自信をもち、以降は明智が変装を解いて事件を解決に導くシーンが定番化していった。その際の服装は、片手で全てを脱ぎ捨てて下に着込んでいたものへ入れ替わる描写が多いが、全身タイツの下からしわ一つない背広姿が現れるシュールな場面もあり、ほぼリアリティは放棄している。
シリーズの中で定着していった変装を解くパターンは以下の順である。
- 定番のBGM → 髭 → カツラ → （ここまで別俳優） → 左頬から仮面をはがす（左からの顔面アップ） → 服を取り払う（歌舞伎のような早変わり、全身像） → パリっとしたスーツ姿（BGMクライマックス） → 犯人のトリックを解説

文代役の五十嵐は、変装を解く場面は衆人環視の中での撮影と、一発勝負ゆえの緊張感もあり入念に準備が行われたとBlu-ray版発売記念インタビューで振り返った。

### 入浴シーン
井上梅次監督はシリーズ名物の入浴シーンについて以下のように語っている。
井上監督は、二時間ドラマにおける時間の変わり目で視聴者をつなぎとめる手段として、「ヒッチコックの『サイコ』の浴室惨殺シーンからヒントを得て、必ずヌードを出すことにした」という。
ただしヌードを撮影するにあたって、女優のほとんどが簡単にヌードを了承することはなく、説得から撮影に至るまで監督は常に多大な苦労と恐怖にさいなまれた。以下は「美女シリーズ」をはじめとした映画・テレビドラマにおけるヌード撮影に関する井上梅次監督の述懐である。

### 明智の衣装
ニヒルで渋い天知だからこそ着こなせる柄のスーツやジャケット、コート類は、当時天知プロ所属で7作品に出演した岡部征純曰く、すべて天知の私物だったという。
捜査中・変装を解いた後・場面に応じてと一話につき数着使用されるのが通例である。

### 車両
ダイハツ工業が『土曜ワイド劇場』のスポンサーだった関係で、明智の愛車としてダイハツ・シャルマンが採用された（ほかにマツダのルーチェやカペラなど）。

## 美女シリーズ以外の江戸川乱歩作品
「土曜ワイド劇場」では「美女シリーズ」以外にも江戸川乱歩原作作品を制作している。
『名探偵・明智小五郎シリーズ』
稲垣吾郎を明智役としたシリーズ。『陰獣』と『三角館の恐怖』を原作に、それぞれ1998年と2000年に制作された（変装を解くシーンあり）。
『明智小五郎VS金田一耕助』
2005年制作。松岡昌宏が明智役、長瀬智也が金田一耕助役を演じた、ドラマオリジナル作品。明智は探偵ではなくプロファイリング専門家の大学教授という設定で、変装を解くシーンはない。サブタイトルは「妖しい傷痕の美女」（天知茂版『陰獣』と酷似している）。

## 登場人物
明智小五郎
『D坂の殺人事件』で初登場。当時は書生で間借り人であり、喫茶店でアイスコーヒーを飲むのが楽しみだった。数々の難事件を解決してきた”探偵の中の名探偵”である。探偵小説好きで、四畳半しかない下宿先の自室は、寝る場所もないほど四方が本の山に埋められている。愛煙家で、この時点では二十代と見られていた。乱歩は『D坂の殺人事件』のみに登場させる予定だったが、好評を受けて『心理試験』での再登場以降、乱歩の代表的探偵キャラクターとなった。
文代
明智の美人助手。原作では「魔術師」の玉村文代で、明智と結婚する。
小林少年
明智の助手。
波越警部
警視庁刑事部捜査一課の警部。明智の親友。

## 天知茂版

### キャスト（天知茂版）

#### 明智探偵事務所（天知茂版）
- 明智小五郎（探偵） - 天知茂
- 文代（明智の助手） - 五十嵐めぐみ（第1作 - 第19作）[15]、高見知佳（第20作 - 第23作）、藤吉久美子（第24作・第25作）
- 小林少年（明智の助手） - 大和田獏（第1作）、柏原貴（第6作 - 第19作）、小野田真之（第20作 - 第25作）

#### 警察関係者（天知茂版）
- 恒川（警視庁捜査一課 警部補・明智を頼りにしている） - 稲垣昭三（第1作）
- 田村（警視庁捜査一課 刑事） - 北町嘉朗（第1作・第4作 - 第9作）、宮口二郎（第2作・第3作）
- 波越（警視庁捜査一課 警部） - 荒井注（第2作 - 第25作）

#### ゲスト（天知茂版）
美女役については★で表す。
第1作「氷柱の美女」（1977年）
- 三谷/谷山三郎（グラフィックデザイナー） - 松橋登
- 岡田光彦（画家） - 菅貫太郎
- 菊子（柳家の家政婦） - 野口ふみえ
- 斎藤（柳家の執事） - 稲川善一
- 老婆 - 神田時枝
- 茂（倭文子の息子） - 荻野尋
- 主婦 - 村上記代
- 浮浪者 - 小田草之介
- アパートの人 - 篠原靖夫
- 運転手 - 喜田晋平
- 箱根の刑事 - 羽生昭彦
- 谷山二郎（故人） - 加島潤
- 柳倭文子（財産家の未亡人） - 三ツ矢歌子 ★

第2作「浴室の美女」（1978年）
- 奥村綾子（源造の娘）/ 玉村妙子 - 高橋洋子
- 玉村妙子（善太郎の娘）/奥村綾子 - 夏樹陽子 ★
- 玉村一郎（善太郎の息子） - 志垣太郎
- 福田得二郎（善太郎の弟・宝石商） - 高桐真
- 佐伯（玉村家の家政婦） - 白石奈緒美
- 音吉（玉村家の庭番） - 北町嘉朗
- 刑事 - 池田駿介
- ミサコ（幸右衛門の妾） - 水原ゆう紀
- 看護師 - 服部由美子
- 玉村善太郎（富豪） - 佐野周二
- 奥村源次郎（源造の父） - 加島潤
- 玉村幸右衛門（善太郎の父） - 渡辺紀行
- カネ（福田家の家政婦） - 村上記代
- 刑事 - 篠原靖夫
- 奥村の部下 - 山崎純資
- 福田家の使用人 - 羽生昭彦
- 奥村の部下 - 沖秀一
- 魔術団の団員 - 長沢政義
- 榛名湖のホテルのフロント係 - 加藤真琴
- 奥村源造（魔術師）/ 牛原 - 西村晃

第3作「死刑台の美女」（1978年）
- 宗方京子（隆一郎の妻）/山本早智子（小男） - 松原智恵子 ★
- 北園竜子（庄太郎の異母妹） - 稲垣美穂子
- 川手民子（庄太郎の長女） - かたせ梨乃
- 川手庄太郎 - 増田順司
- 川手雪子（庄太郎の三女） - 結城マミ
- 川手ハル子（庄太郎の次女） - 三崎奈美
- 須藤邦夫（竜子の愛人） - 加地健太郎
- 木島（宗方博士の助手） - 東村元行
- 川手家の使用人 - 小田草之介
- 警察官 - 喜田晋平
- 岡本（川手家の家政婦） - 村上記代
- さと子（北園家の使用人） - 紺よし子
- 和尚の妻 - 谷よしの
- 警察官 - 土屋靖雄
- 和尚 - 青沼三郎
- 鑑識課長 - 山本幸栄
- 刑事 - 羽生昭彦
- 警察官 - 沖秀一
- 温水プールの職員 - 篠原靖夫
- トラック運転手 - 加藤真琴
- 劇中劇の川手庄兵衛 - 中村正人
- 劇中劇の山本 - 下坂泰男（下坂亮介）
- 劇中劇の山本満代 - 小野塚千枝子
- 劇中劇の老婆 - 藤原美佐穂
- 劇中劇の子役 - 新垣嘉啓
- 宗方隆一郎（医学博士・私立探偵）/山本始（大男） - 伊吹吾郎

第4作「白い人魚の美女」（1978年）
- 夏目菊太郎（夏目財閥当主） - 松村達雄
- 笹本芳枝（菊太郎の姪） - 夏純子 ★
- 夏目知子（菊太郎の娘） - 朝加真由美
- タマ子（笹本家の家政婦） - 日野繭子
- 刑事 - 羽生昭彦
- 刑事 - 池田駿介
- ホテルのフロント主任 - 小田草之介
- 夏目太郎（菊太郎の息子） - 篠原靖夫
- 熱川の刑事 - 久木念
- 倉庫会社員 - 土屋靖雄
- ホテルのフロント係 - 鈴木謙一
- 熱川の刑事 - 沖秀一
- 医師 - 岡本忠幸
- 山崎（菊太郎の秘書） - 荻島真一

第5作「黒水仙の美女」（1978年）
- 三重野早苗（看護師）/恭子（静子の妹） - 江波杏子
- 伊志田待子（鉄造の長女） - ジュディ・オング ★
- 伊志田悦子（鉄造の次女） - 泉じゅん
- 伊志田君代（鉄造の後妻） - 空あけみ
- 伊志田鞠子（鉄造の三女） - 石川えりこ
- 老婆 - 戸田春子
- 刑事 - 羽生昭彦
- 伊志田太郎（鉄造の息子） - 北公次
- たみ（待子の祖母・静子の母） - 原泉
- 伊志田静子（鉄造の先妻・待子の亡母） - 玉井ゆみ
- 刑事 - 山崎純資
- 荒川庄太郎（待子の恋人） - 伊藤哲哉
- 伊志田鉄造（彫刻家） - 岡田英次

第6作「妖精の美女」（1978年）
- 不二子（大島家の次女・妾腹） - 由美かおる ★
- 浦瀬（ロベールの部下） - 森次晃嗣
- 絹枝（大島家の長女） - 結城美栄子
- 大島喜三郎（石油王・日本古美術品のコレクター） - 松下達夫
- 三好（大島家の執事） - 藤村有弘
- 小雪（大島家の使用人） - 野平ゆき
- セシル（フランス人女性） - 山本リンダ
- 千秋（大島美術館 事務長） - 河島裕司
- 美子（大島家の三女） - 岡麻美
- キヨ（大島家の家政婦） - 村上記代
- 刑事 - 鈴木謙一
- 黄金仮面の部下 - 沖秀一
- 刑事 - 篠原靖夫
- 酔っ払いのサラリーマン - 喜田晋平
- 犬の散歩をする青年 - 託摩繁春
- パーティの給仕長 - 羽生昭彦
- ジョルジュ・ポワン（フランス大使館員） - ジェリー伊藤
- ロベール・サトー（フランス商社日本支社長・絹枝の恋人） - 伊吹吾郎

第7作「宝石の美女」（1979年）
- 大牟田ルリ子（大牟田敏清の未亡人） - 金沢碧 ★
- 川村（画家） - 小坂一也
- 住田洋子（女医） - 奈美悦子
- 西岡三郎（宝石泥棒） - 睦五郎
- 豊子（ルリ子の妹） - 田島はるか
- 星（砂浦不動産） - 岡部正純
- 寒川警部（砂浦警察署） - 山本幸栄
- 立花刑事（砂浦警察署） - 羽生昭彦
- 検視官 - 山崎純資
- 西岡の手下 - 沖秀一
- ホテルのフロント係 - 託摩繁春
- ホテルのフロント係 - 工藤和彦
- 造船所員 - 加藤真琴
- 釣り人 - 篠原靖夫
- 里見/大牟田敏清 - 田村高廣

第8作「悪魔のような美女」（1979年）
- 岩瀬早苗（庄兵衛の娘） - 加山麗子
- 雨宮 - 清水章吾
- 岩瀬庄兵衛（宝石商） - 柳生博
- 船長 - 大前均
- 美青年 - 託摩繁春
- 松吉 - 羽生昭彦
- 岩瀬家の家政婦 - 水木涼子
- 船員 - 工藤和彦
- ホテルの支配人 - 加島潤
- 刑事 - 岡本忠幸
- コック - 鈴木謙一
- 警察官 - 篠原靖夫
- 浮浪者 - 沖秀一
- 刑事 - 加藤真琴
- 刑事 - 刀原章光
- 刑事 - 山崎純資
- 剥製の白人女性 - マリー・オーマレイ
- 剥製の黒人 - ウイリー・ドーシイ
- アナウンサー - 吉沢一彦
- 黒蜥蜴（緑川夫人） - 小川真由美（特別出演） ★

第9作「赤いさそりの美女」（1979年）
- 狩野五郎（匹田博士の助手） - 入川保則
- 相川珠子（操一の娘） - 野平ゆき
- 相川守（操一の息子） - 速水亮
- 笠間明（美術学生） - 本郷直樹
- 今村友雄（珠子の婚約者） - 堀之紀
- 映画監督 - 高木二郎
- 相川操一 - 増田順司
- 櫻井品子の父 - 松本朝夫
- 映画プロデューサー - 湊俊一
- 警察官 - 伊藤高
- 春川月子（「燃える女」の主演女優） - 三崎奈美
- 家政婦 - 志賀真津子
- 高木刑事 - 羽生昭彦
- コンテストの司会者 - 仲良太郎
- 鳶職 - 沖秀一
- 櫻井品子（守の婚約者） - 永島暎子
- 吉野圭一郎（俳優） - 永井秀和
- 警察官 - 井上三千男
- 映画のカチンコ係 - 加藤真琴
- 刑事 - 篠原靖夫
- 熱帯動物研究所員 - 鈴木謙二
- アナウンサー - 青木克博
- 殿村京子（英語の家庭教師・本名「匹田富美」） - 宇津宮雅代 ★

第10作「大時計の美女」（1979年）
- 児玉丈太郎（時計屋敷の主人） - 横内正
- 夏代（児玉の妻） - 赤座美代子
- 黒川（児玉家の顧問弁護士） - 根上淳
- 股野礼三（医師・元刑務所の医官） - 松橋登
- 松木アケミ（児玉の元婚約者）/赤井時子（児玉家の元お手伝い） - 内藤杏子
- 岩淵甚助（児玉家の使用人） - 岡部正純
- 鉄（児玉の祖母） - 村上記代
- 刑事 - 加藤真琴
- 刑事 - 小森英明
- 軽トラの運転手 - 沖秀一
- 野末秋子/和田ぎん（鉄の相続人） - 結城しのぶ ★

第11作「桜の国の美女」（1980年）
- 白銀花子（弥之助の娘） - 古手川祐子 ★
- 佐伯清二（ピアニスト・花子の恋人） - 宅麻伸
- ジェラール・アベ（フランスの警部） - 大月ウルフ
- 藤井（弥之助の部下） - 柄沢英二
- 高田レイコ（保険会社調査員） - 中田彩子
- ガードマン - 沖秀一
- 運送会社の運転手 - 羽生昭彦
- 花子の見合い相手 - 鈴木謙一
- 浅沼由貴（弥之助の秘書） - 田中真理
- 刑事 - 城戸卓
- 白銀弥之助（ニュー白銀ビルのオーナー） - 宇佐美淳
- ロベール・サトー - 伊吹吾郎

第12作「エマニエルの美女」（1980年）
- 大河原由美子（大河原の妻） - 夏樹陽子 ★
- 杉本治郎（大河原の助手） - 江木俊夫
- 庄司武彦（大河原の助手） - 荒谷公之
- マネキン屋 - 茶川一郎
- 讃岐（テレビプロデューサー） - 北町嘉朗
- 福本（大学教授） - 草薙幸二郎
- 山村弘子（女優） - 吉岡ひとみ
- 姫田吾郎（評論家） - 中条きよし
- 登喜（大河原家の家政婦） - 志賀真津子
- 刑事 - 小田草之介
- 刑事 - 沖秀一
- 検視官 - 加藤真琴
- 大河原義明（推理作家） - 岡田英次

第13作「魅せられた美女」（1980年）
- 沖良介（棋士） - 天知茂（二役）
- 沖晴美（良介の妹・新進歌手） - 岡田奈々 ★
- 佐藤桃子（バー桃子のママ） - 奈美悦子
- 署長 - 北町嘉朗
- 伊勢友子（省吾の妻） - 西尾三枝子
- 芸能記者 - 吉田良全
- 運転手 - 喜多晋平
- 伊東の刑事 - 小田草之介
- マンション管理人 - 今井健太郎
- 名位戦の対戦者 - 岡本正幸
- 刑事 - 城戸卓
- バーテン - 沖秀一
- 将棋記者 - 小森英明
- 交番の警察官 - 篠原靖夫
- 刑事 - 羽生昭彦
- 伊東の警察官 - 上地雄大
- ホテルの仲居 - 松井紀美江
- 真下幸彦（晴美のマネージャー） - 中条きよし
- 将棋記者 - 加藤真琴
- ホテルのフロント係 - 鈴木謙一
- 伊勢省吾（エメラルドプロ社長） - 待田京介

第14作「五重塔の美女」（1981年）
- 川井奈津子（東都大病院 看護師） - 片平なぎさ ★
- 大沢和美（大沢の妻） - 生田悦子
- 進藤健三（ファッションデザイナー） - 石浜朗
- 青木昌作（小説家） - 勝部演之
- 三田村圭介（画家） - 森次晃嗣
- 鶴田正雄（タクシー運転手） - 草薙幸二郎
- 榊利明（東都大病院 医師・奈津子の恋人） - 南條豊
- 児玉（富士北農協職員） - 岡部正純
- 高校の校長 - 桜川梅八
- 久坂礼子（モデル・進藤の恋人） - 宮井えりな
- 南彦次郎（奈津子の祖父） - 今福将雄
- 高校の教務主任 - 小田草之助
- タクシー会社の男 - 沖秀一
- 浅見（刑事） - 羽生昭彦
- 霊媒師 - 村上記代
- 看護師 - 本田みちこ
- 刑事 - 加藤真琴
- 南志津江 - 山口ひろみ
- 大沢祐司（東都大病院医師） - 入川保則

第15作「鏡地獄の美女」（1981年）
- 速水美与子（速水の妻） - 金沢碧 ★
- 紺野百合江（宝石バイヤー） - 中島ゆたか
- 毛利晶子（幾造の娘） - 上原ゆかり
- 毛利駒代（幾造の後妻） - 市川靖子
- 速水荘吉（百宝堂の若主人） - 西田健
- 幾造の顧問弁護士 - 北町嘉郎
- 陳（香港人キャディ） - 岡部正純
- 篠田（幾造の秘書） - 堀光昭
- 鮎沢影一（ナイトクラブの支配人） - 原田大二郎
- 刑事 - 城戸卓
- 刑事 - 羽生昭彦
- 毛利家の家政婦 - 水木涼子
- ゴルフ場の支配人 - 加島潤
- 毛利幾造（荘吉の叔父・宝石商） - 岡田英次

第16作「白い乳房の美女」（1981年）
- 野上愛子（バレリーナ） - 岡田奈々
- 相沢麗子（バレリーナ） - 白都真理
- 野上みや子（愛子の姉） - 片桐夕子 ★
- 岡橋あけみ（モデル・綿貫の恋人） - 北原理絵
- 松崎（チンドン屋） - 茶川一郎
- 白井バレエ団の制作担当者 - 北町嘉郎
- 野上まつ江（みや子と愛子の母） - 星野晶子
- 竹田（病院の付添人） - 岡部正純
- 相沢京介（麗子の父） - 高橋昌也
- 鈴木刑事 - 羽生昭彦
- 山田刑事 - 城戸卓
- トラック運転手 - 喜田晋平
- 画廊の主人 - 岡本正幸
- たばこ屋の主人 - 今井健太郎
- 相沢病院 看護師 - 白石幸子
- 伊藤ふじ子の母 - 村上記代
- たばこ屋のおかみさん - 水木涼子
- 刑事 - 小田草之介
- 検視官 - 加藤真琴
- 科捜研所員 - 鈴木謙一
- 運転手 - 沖秀一
- 綿貫創人（彫刻家） - 蟹江敬三
- 白井清一（白井バレエ団の主宰者） - 荻島真一

第17作「天国と地獄の美女」（1982年）
- 菰田千代子（源三郎の妻） - 叶和貴子 ★
- 菰田とめ（源三郎と房枝の母） - 原泉
- 桃太郎（芸者・源三郎の愛人） - 東山明美
- 角田（菰田家の執事） - 草薙幸二郎
- 銀行重役 - 北町嘉朗
- 釘谷信夫（房枝の夫） - 松本朝夫
- 本橋（菰田家の運転手） - 出光元
- 釘谷太郎（房枝の長男） - 加瀬慎一
- 釘谷次郎（房枝の次男） - 相原睦
- 大野雄三（薔薇密教教祖・英子の愛人） - 小池朝雄
- 人見英子（広介の妻） - 宮下順子
- 人見家の家主 - 喜多晋平
- 菰田家の主治医 - 山本幸栄
- 議員 - 小田草之介
- 社長 - 加島潤
- 救急隊員 - 城戸卓
- 刑事 - 増田再起
- 刑事 - 加藤真琴
- 釘谷房枝（源三郎の妹） - 水野久美
- 人見広介（美術工芸デザイナー） - 伊東四朗
- 菰田源三郎（山林王） - 伊東四朗（二役）

第18作「化粧台の美女」（1982年）
- 一色令子（ヘアドレッサー）/庄司真由美 - 萩尾みどり ★
- 山際洋子（女優） - 蜷川有紀
- 山際恵子（洋子の姉） - 早乙女愛
- 高橋美奈子（令子の助手）/高橋アキラ - 松原留美子
- 岸田マキ（ホステス） - 志麻いづみ
- 中島誠一（大造の秘書） - 堀光昭
- 吉本（映画プロデューサー） - 北町嘉朗
- 披露宴の介添人 - 星野晶子
- 北畑（洋子の相手役） - 松坂雅治
- 伴（カメラマン） - 吉田豊明
- 木崎（男優） - 岡部正純
- 平田（映画宣伝部員） - 小森英明
- 古山（映画監督） - 加島潤
- 山田刑事 - 岡本正幸
- 鈴木刑事 - 城戸卓
- 泰子（山際家の家政婦） - 村上記代
- 山際大造（恵子と洋子の父） - 中村竹弥
- 撮影所の守衛 - 桜川梅八
- 劇中劇の山際大造 - 渡辺紀行
- 大内五郎 - 羽生昭彦
- 検視官 - 鈴木謙一
- 庄司栄吉 - 加藤真琴
- 横堀京介（横堀昆虫研究所 所長） - 中尾彬
- 黒柳肇博士（黒柳医院 院長）/大内友介 - 山本學

第19作「湖底の美女」（1982年）
- 河野忍（陽水の後妻） - 野川由美子
- 梓ゆかり（陽水のモデル）/古田ゆかり - 松原千明 ★
- 上村（陽水の顧問弁護士） - 平田昭彦
- 加賀卓也（画家・陽水の友人） - 草薙幸二郎
- 河野陽子（陽水の娘） - 林未来/林亜里沙
- 西沢マキ（マリンガール） - 山内絵美子
- 松原（ホテル支配人） - 茶川一郎
- 野崎三郎（陽水の弟子） - 伊東達広
- 浦田署長 - 稲葉義男
- 山口刑事 - 増田再起
- 鈴木刑事 - 岡部正純
- 山小屋の番人 - 喜田晋平
- 陽水の主治医 - 鈴木謙一
- 警察医 - 菅野直行
- こけし職人 - 小林秀鳳
- 古田三造（ボイラー室の管理人） - 牟田悌三
- 河野陽水（画家） - 高橋昌也

第20作「天使と悪魔の美女」（1983年）
- 青木芳江（愛之助の妻） - 高田美和 ★
- 青木かおる（愛之助の姪） - 美保純
- 佐川（愛之助の秘書） - 草川祐馬
- 九鬼（舞台演出家） - 勝部演之
- 巽（秋の助手） - 佐野守
- 青木家の家政婦 - 北城真記子
- かおると間違われた男 - 宮口二郎
- 覗き部屋の女将 - 星野晶子
- 刑事 - 堀之紀
- 刑事 - 羽生昭彦
- 三田村秋（愛之助の主治医） - 鰐淵晴子
- 青木愛之助（資産家） - 中村嘉葎雄

第21作「白い素肌の美女」（1983年）
- 山野百合枝（五郎の後妻） - 叶和貴子 ★
- 山野三千子（五郎の娘） - 美池真理子
- 蕗屋（ピアノ教師） - 五代高之
- キミ（家政婦） - 福田妙子
- アパート管理人 - 曽我町子
- 小松ひとみ（五郎の秘書） - 飯野けいと
- デパート警備員 - 喜田晋平
- おばさん - 加藤土代子
- デパート警備員 - 桜川梅八
- 学院の職員 - 小田草之介
- 山野五郎（山野文化学院 理事長） - 田中明夫
- 宇佐美鉄心（マッサージ師）/宇佐美鉄也（バイオリニスト） - 中条きよし

第22作「禁断の実の美女」（1984年）
- 北見佳子（推理作家） - 萬田久子 ★
- 黒川純一（椅子職人） - レオナルド熊
- 鑑識 - 石倉三郎
- 高杉春子（大作の長女・宝石鑑別士） - 丸山秀美
- 高杉悠子（大作の次女・推理作家志望） - 小田桐かほる
- 高杉浩太郎（大作の長男・佳子の婚約者） - 中島久之
- 土田広介（佳子の元夫） - 山本紀彦
- タミ（家政婦） - 東郷晴子
- 根岸咲子（佳子の秘書） - 森田理恵
- 野呂武信（元編集者） - 宮口二郎
- 西本刑事 - 堀之紀
- ハイカーの男 - 羽生昭彦
- ハイカーの女 - 庄司麻由里
- 田村八郎（日本インテリア 社長） - 長谷川哲夫
- 高杉大作（宝石商） - 内田朝雄

第23作「炎の中の美女」（1984年）
- 鳩野桂子（玄太郎の養女） - 早乙女愛 ★
- 鳩野伸夫（桂子の夫・元運転手） - ジョニー大倉
- 鳥居靖子（和子の娘・ピアニスト） - 朝比奈順子
- 鳥居竜雄（和子の息子・写真家） - 萩原流行
- 横沢弁護士 - 近藤準
- 皆川刑事 - 北町嘉朗
- 中村刑事 - 堀之紀
- 鑑識官 - 喜田晋平
- 悦子（孤児施設のシスター） - 藤代佳子
- 麻也（モデル） - 聖ミカ
- 志津子（浮気調査の依頼人） - 二宮弘子
- 鳥居和子（玄太郎の妹） - 久保菜穂子
- ヌードモデル - 影沢銀子
- 荒井熊次郎（通称「荒熊」・前科10犯） - 織本順吉
- 鳩野玄太郎（資産家） - 鈴木瑞穂

第24作「妖しい傷あとの美女」（1985年）
- 小山田静子（六郎の後妻） - 佳那晃子 ★
- 後藤由美子（六郎の秘書） - 親王塚貴子
- 本田（週刊ミステリー編集者） - 北町嘉郎
- 小山田家の家政婦 - 星野晶子
- 刑事 - 堀之紀
- 小山田洋子（六郎の娘） - 鶴祥代
- 刑事 - 羽生昭彦
- 平田一郎（平田商会 店主） - 中尾彬
- 小山田六郎（小山田商会 社長） - 根上淳

第25作「黒真珠の美女」（1985年）
- 蕗屋裕子/森山雪絵 - 岡江久美子 ★
- 北原（東京美術大学教授） - 久富惟晴
- 宍戸（画廊店主） - 長塚京三
- 橋口弓枝（徳田家の家政婦） - 東千晃
- 徳田由加（礼二郎の娘・東京美術大学の学生） - 代日芽子
- 富山保（由加の恋人・写真家） - 貞永敏
- 西本刑事 - 堀之紀
- 小池弘（弓枝の元恋人） - 伊藤克信
- 水野（オークションの司会者） - 北町嘉朗
- 神部（競馬のノミ屋） - 秋山武史
- 画商（プラザ美術館長） - 近藤準
- 画商（大谷美術館長）- 増田順司
- 斎藤勇（運転手） - 武岡淳一
- 清水（鑑識官） - 大林丈史
- 横山医師 - 浅沼晋平
- 森山清一郎（画商） - 加島潤
- ゴッホ美術館 館長 - ガーソン・バンスタイン
- 徳田礼二郎（美術品収集家） - 高橋昌也

### スタッフ（天知茂版）
- 原作 - 江戸川乱歩
- 脚本 - 宮川一郎、井上梅次、長谷川公之、ジェームス三木、櫻井康裕、成沢昌茂、吉田剛、篠崎好、江連卓、池田雄一、山下六合雄
- 音楽 - 鏑木創
- 監督 - 井上梅次（第1作 - 第19作）、村川透、長谷和夫、貞永方久、永野靖忠
- 撮影 - 平瀬静雄
- 美術 - 猪俣邦弘
- 絵画製作 - 田口雅巳
- 録音 - 島田満
- 照明 - 石渡健蔵
- 編集 - 鶴田益一
- 助監督 - 増田彬
- 記録 - 真下栄子
- 美粧 - 細井栄子
- メーク - 三岡洋一
- 進行 - 鞠子政巳、平田一夫
- 装置 - 田村武男
- 装飾 - 安田道三郎
- 調音 - 松竹録音スタジオ
- 現像 - 東洋現像所
- 衣装 - 松竹衣装
- 製作主任 - 石和薫
- 衣装協力 - 三松
- インテリア協力 - ドレクセル
- プロデューサー - 佐々木孟
- 製作担当 - 森文弥
- 製作 - テレビ朝日、松竹

### 放送日程（天知茂版）
- 第6作「妖精の美女」と第11作「桜の国の美女」は続きもの。
- 第17作「天国と地獄の美女」と第20作「天使と悪魔の美女」は二部構成。
- 第19作「湖底の美女」をもって、シリーズ刷新のため、井上梅次監督とレギュラーの五十嵐めぐみ（文代役）・柏原貴（小林少年役）が降板している。

| 話数 | 放送日         | サブタイトル       | 原作                                | 美女役           | 脚本                      | 監督     | 視聴率 |
| ---- | -------------- | ------------------ | ----------------------------------- | ---------------- | ------------------------- | -------- | ------ |
| 1    | 1977年08月20日 | 氷柱の美女         | 『吸血鬼』                          | 三ツ矢歌子       | 宮川一郎                  | 井上梅次 | 12.6%  |
| 2    | 1978年01月07日 | 浴室の美女         | 『魔術師』                          | 夏樹陽子         | 宮川一郎                  | 井上梅次 | 20.7%  |
| 3    | 4月08日        | 死刑台の美女       | 『悪魔の紋章』                      | 松原智恵子       | 宮川一郎 井上梅次         | 井上梅次 | 15.6%  |
| 4    | 7月08日        | 白い人魚の美女     | 『緑衣の鬼』                        | 夏純子           | 宮川一郎                  | 井上梅次 | 14.5%  |
| 5    | 10月14日       | 黒水仙の美女       | 『暗黒星』                          | ジュディ・オング | 宮川一郎 井上梅次         | 井上梅次 | 15.3%  |
| 6    | 12月30日       | 妖精の美女         | 『黄金仮面』                        | 由美かおる       | 長谷川公之                | 井上梅次 | 14.0%  |
| 7    | 1979年01月06日 | 宝石の美女         | 『白髪鬼』                          | 金沢碧           | 宮川一郎 井上梅次         | 井上梅次 | 13.0%  |
| 8    | 4月14日        | 悪魔のような美女   | 『黒蜥蜴』                          | 小川真由美       | ジェームス三木            | 井上梅次 | 15.4%  |
| 9    | 6月09日        | 赤いさそりの美女   | 『妖虫』                            | 宇津宮雅代       | 長谷川公之                | 井上梅次 | 16.9%  |
| 10   | 11月03日       | 大時計の美女       | 『幽霊塔』                          | 結城しのぶ       | 長谷川公之                | 井上梅次 | 23.4%  |
| 11   | 1980年04月12日 | 桜の国の美女       | 『黄金仮面II』                      | 古手川祐子       | 櫻井康裕                  | 井上梅次 | 15.9%  |
| 12   | 10月04日       | エマニエルの美女   | 『化人幻戯』                        | 夏樹陽子         | ジェームス三木            | 井上梅次 | 19.5%  |
| 13   | 11月01日       | 魅せられた美女     | 『十字路』                          | 岡田奈々         | 成沢昌茂 井上梅次         | 井上梅次 | 20.0%  |
| 14   | 1981年01月10日 | 五重塔の美女       | 『幽鬼の塔』                        | 片平なぎさ       | 櫻井康裕                  | 井上梅次 | 21.6%  |
| 15   | 4月04日        | 鏡地獄の美女       | 『影男』                            | 金沢碧           | 吉田剛                    | 井上梅次 | 19.7%  |
| 16   | 10月03日       | 白い乳房の美女     | 『地獄の道化師』                    | 片桐夕子         | 宮川一郎                  | 井上梅次 | 20.1%  |
| 17   | 1982年01月02日 | 天国と地獄の美女   | 『パノラマ島奇談』                  | 叶和貴子         | ジェームス三木            | 井上梅次 | 16.6%  |
| 18   | 4月03日        | 化粧台の美女       | 『蜘蛛男』                          | 萩尾みどり       | 宮川一郎                  | 井上梅次 | 17.6%  |
| 19   | 10月23日       | 湖底の美女         | 『湖畔亭事件』                      | 松原千明         | 宮川一郎                  | 井上梅次 | 16.0%  |
| 20   | 1983年01月01日 | 天使と悪魔の美女   | 『白昼夢』 （大筋は『猟奇の果て』） | 高田美和         | 篠崎好                    | 村川透   | 12.6%  |
| 21   | 4月16日        | 白い素肌の美女     | 『盲獣』 （大筋は『一寸法師』）     | 叶和貴子         | 篠崎好                    | 長谷和夫 | 13.3%  |
| 22   | 1984年01月07日 | 禁断の実の美女     | 『人間椅子』                        | 萬田久子         | ジェームス三木 山下六合雄 | 貞永方久 | 18.9%  |
| 23   | 11月10日       | 炎の中の美女       | 『三角館の恐怖』                    | 早乙女愛         | 江連卓                    | 村川透   | 22.4%  |
| 24   | 1985年03月09日 | 妖しい傷あとの美女 | 『陰獣』                            | 佳那晃子         | 池田雄一                  | 永野靖忠 | 24.7%  |
| 25   | 8月03日        | 黒真珠の美女       | 『心理試験』                        | 岡江久美子       | 山下六合雄                | 貞永方久 | 26.3%  |

- 視聴率はビデオリサーチ調べ、関東地区・世帯

## 北大路欣也版

### キャスト（北大路欣也版）

#### 明智探偵事務所（北大路欣也版）
- 明智小五郎（探偵） - 北大路欣也
- 文代（明智の秘書） - 佐藤万理（第1作 - 第4作）、高見恭子（第5作・第6作）
- 小林少年（明智の助手） - 小西邦夫（第1作 - 第3作）、岡崎浩一（第4作 - 第6作）

#### 警察関係者（北大路欣也版）
- 波越（警部） - 坂上二郎

#### ゲスト（北大路欣也版）
美女役については★で表す。
第1作「妖しいメロディの美女」（1986年）
- 小早川涼子（ヴァイオリニスト） - 夏樹陽子 ★
- 五領田勇（音楽評論家） - 立川光貴
- 大野舞（真一郎の弟子） - 紀ノ川瞳
- 俵田真一郎（涼子の師匠） - 有馬昌彦
- 俵田浩太朗（音楽ディレクター・真一郎の息子）
- 大道寺義信（綾子の夫・不動産デベロッパー） - 中田博久
- 村木（涼子の執事兼ボディーガード） - 新海丈夫
- 大道寺綾子（涼子の学友） - かたせ梨乃
- 田口弘、森卓三、岡部正明、大門春樹、吉田信一、小川智子、門田俊一、三瓶節雄、村瀬友子

第2作「黒い仮面の美女」（1987年）
- 青木美也子（女優） - 白都真理 ★
- 関屋茂（俳優・美也子の父・25年前から行方不明） - 有川博
- 山中（撮影監督） - 宮口二郎
- 小野寺（俳優） - 重田尚彦
- 佐藤辰也（佐藤総業 社長・猛雄の息子） - 時本和也
- 佐藤猛雄（佐藤総業 会長・元俳優） - 宍戸錠
- 工藤（スクープカメラマン） - 鶴谷嵐
- 青木志津子（美也子の母・元女優） - 吉行和子
- 竹村晴彦、田口弘、西村長士、竹内春樹、中林義明、小室要、田嶋和江、藤枝かな、光映子、佐藤弘、松原昇

第3作「赤い乗馬服の美女」（1987年）
- 結城志摩子（剛三の娘・ピアニスト） - 叶和貴子 ★
- 山田伸子（剛三の秘書） - 蜷川有紀
- 結城美代（剛三の後妻・恵子の母） - 入江若葉
- 土肥原（画廊） - 三沢慎吾
- 結城恵子（剛三の娘・志麻子の異母妹） - 酒井彰子
- つね（家政婦・結城家のお手伝い） - たうみあきこ
- 琴野ミツオ（黄金収集マニア） - 金田明夫
- 結城宏行（画家・剛三の甥でいとこの志摩子の婚約者） - 志垣太郎
- 結城剛三（日本画家・宏行の叔父） - 根上淳
- 田口弘、小宮健吾、佐藤弘、松原昇

第4作「日時計館の美女」（1988年）
- 郷田万喜子（日時計館 当主・先代の元愛人で後妻） - 水野久美
- 林千絵（アンティークショップ経営・先代の姪） - 朝加真由美
- 遠藤肇（外科医） - 西田健
- 郷田一郎（万喜子の連れ子） - 堀内正美
- 村木吾助（弁護士） - 久富惟晴
- 岩谷弥平（不動産業） - 三好鉄生
- 郷田千賀子（先代と先妻の子） - 真野響子 ★
- 堀井正人、三瓶節雄、安田功、山本哲也、中平良夫

第5作「神戸六甲まぼろしの美女」（1989年）
- 舞谷藤子（美術フォトグラファー） - 南條玲子 ★
- 福田弥生（福田の娘） - 大沢逸美
- 河野千代（舞谷志乃） - 中村雅子
- 瀬島国男（瀬島の息子） - 田中浩二
- 竹井友江（千代の付添係） - 有田麻里
- 瀬島寅雄（香港の骨董商） - 戸浦六宏
- 福田弥之助（ロンドンの骨董商） - 根上淳
- 堀井正人、林いちこ、井上正彦、入江英義、水上広一、藤沢慎介、猪野修、井上浩、上村真也、寺田勝利、北村聡美、安富恵玲奈、萬代毅、園田倉人

第6作「妖しい稲妻の美女」（1990年）
- 玉村妙子（宝石商の娘） - 佳那晃子 ★
- 奥田綾子（魔術師の手下） - 山本ゆか里
- 玉村一郎（善太郎の息子） - 草間正吾
- オクダ大魔術団員（魔術師の手下） - 大島宇三郎
- 奥田源造（オクダ大魔術団） - 日下武史
- 福田得二郎（善太郎の弟・宝石商） - 久富惟晴
- 玉村善太郎（富豪） - 佐竹明夫
- 井上浩、貴紫市子、秋間登、脇坂奎平、津島令子、牧原一義、徳森健一、大城裕美子、伊吹めぐみ、簗瀬哲

### スタッフ（北大路欣也版）
- 原作 - 江戸川乱歩
- 脚本 - 吉田剛、篠崎好
- 音楽 - 鏑木創
- 監督 - 池広一夫、貞永方久、村川透
- 製作 - テレビ朝日、松竹

### 放送日程（北大路欣也版）
| 話数 | 放送日         | サブタイトル           | 原作               | 美女役   | 脚本   | 監督     | 視聴率 |
| ---- | -------------- | ---------------------- | ------------------ | -------- | ------ | -------- | ------ |
| 1    | 1986年07月05日 | 妖しいメロディの美女   | 『仮面の恐怖王』   | 夏樹陽子 | 吉田剛 | 池広一夫 | 19.9%  |
| 2    | 1987年01月10日 | 黒い仮面の美女         | 『兇器』           | 白都真理 | 吉田剛 | 貞永方久 | 17.0%  |
| 3    | 8月15日        | 赤い乗馬服の美女       | 『何者』           | 叶和貴子 | 篠崎好 | 貞永方久 | 17.9%  |
| 4    | 1988年05月14日 | 日時計館の美女         | 『屋根裏の散歩者』 | 真野響子 | 吉田剛 | 村川透   | 16.4%  |
| 5    | 1989年08月26日 | 神戸六甲まぼろしの美女 | 『押絵と旅する男』 | 南條玲子 | 吉田剛 | 村川透   | 17.9%  |
| 6    | 1990年04月14日 | 妖しい稲妻の美女       | 『魔術師』         | 佳那晃子 | 吉田剛 | 池広一夫 | 15.8%  |

- 視聴率はビデオリサーチ調べ、関東地区・世帯

## 西郷輝彦版

### キャスト（西郷輝彦版）

#### 明智と関係者
- 明智小五郎（探偵） - 西郷輝彦
- 小林文代（小林法律事務所の弁護士） - 星遙子
- 織田早苗（明智家の執事） - 松金よね子

#### 警察関係者（西郷輝彦版）
- 波越（警部） - 荒井注（第1作）、河原さぶ（第2作）

#### ゲスト（西郷輝彦版）
美女役については★で表す。
第1作「からくり人形の美女」（1992年）
- 柳倭文子 - 美保純 ★
- 柳道子（倭文子の養母） - 三条泰子
- 園田清（道子の取巻き） - 宮崎達也
- 小川正一（道子の取巻き） - 大河内浩
- 三谷房夫（倭文子の恋人） - 山下規介
- 平田桃介、大平英輝、水上誠一、鵜口了一、青木元春、川井英裕、菅野伸一郎、池田一成、田中優、貫井英雄

第2作「みだらな喪服の美女」（1994年）
- 大牟田瑠璃子（大牟田の妻） - 杉本彩 ★
- 川村義雄（瑠璃子の愛人） - 内田直哉
- 住田与一（医師） - 大河内浩
- 山野泰三（画商） - 中丸新将
- 西河とよ（付添婦） - 貴紫市子
- 部長刑事 - 大平英輝
- 大牟田敏清（資産家） - 寺田農
- 里見重之（大牟田の遠縁） - 寺田農（二役）
- 高田豊三、園田晴久、横川誠、田中凌太、保住奈摘

### スタッフ（西郷輝彦版）
- 原作 - 江戸川乱歩
- 脚本 - 吉田剛
- 音楽 - 鏑木創
- 監督 - 永野靖忠、鷹森立一
- 製作 - テレビ朝日、松竹

### 放送日程（西郷輝彦版）
| 話数 | 放送日         | サブタイトル       | 原作       | 美女役 | 脚本   | 監督     | 視聴率 |
| ---- | -------------- | ------------------ | ---------- | ------ | ------ | -------- | ------ |
| 1    | 1992年07月04日 | からくり人形の美女 | 『吸血鬼』 | 美保純 | 吉田剛 | 永野靖忠 | 15.5%  |
| 2    | 1994年01月08日 | みだらな喪服の美女 | 『白髪鬼』 | 杉本彩 | 吉田剛 | 鷹森立一 | 13.4%  |

- 視聴率はビデオリサーチ調べ、関東地区・世帯